# Egon Schöpf
Egon Schöpf, né le 16 octobre 1925 à Innsbruck, est un skieur alpin autrichien.

## Palmarès

### Jeux olympiques d'hiver
| Épreuve / Édition    | Descente | Slalom géant                     | Slalom | Combiné                          |
| -------------------- | -------- | -------------------------------- | ------ | -------------------------------- |
| JO 1948 Saint-Moritz | 5e       | Épreuve inexistante à cette date | 6e     | Abandon                          |
| JO 1952 Oslo         | Abandon  | Disqualifié                      | —      | Épreuve inexistante à cette date |

### Championnats du monde
Les épreuves olympiques entre 1948 et 1982 sont considérées aussi comme des championnats du monde (ainsi un champion olympique sera automatiquement champion du monde).
| Épreuve / Édition    | Descente | Slalom géant                     | Slalom | Combiné                          |
| -------------------- | -------- | -------------------------------- | ------ | -------------------------------- |
| JO 1948 Saint-Moritz | 5e       | Épreuve inexistante à cette date | 6e     | Abandon                          |
| Mondiaux 1950 Aspen  | Bronze   | 20e                              | 5e     | Épreuve inexistante à cette date |
| JO 1952 Oslo         | Abandon  | Disqualifié                      | —      | Épreuve inexistante à cette date |